# ميخائيل بوتير
ميخائيل بوتير (بالإنجليزية: Michael Potter)‏ هو عالم مناعة أمريكي، ولد في 27 فبراير 1924 في إيست أورانج في الولايات المتحدة، وتوفي في 18 يونيو 2013 بسبب ابيضاض الدم.